# 花とりどり
花とりどり（はなとりどり）は2003年（平成15年）4月23日に発売された風味堂のインディーズデビュー作であるミニアルバム。
後にシングルとしてリメイクされた「ママのピアノ」のオリジナルバージョンを収録している。発売当時はグループがマイナーであったこともあり、チャートの記録などは残っていない。
メジャーデビュー後も生産は継続されているために即時廃盤とはなっていない。

## 収録曲
1. Swinging Road
2. Rainy day
3. 罪深きヒガイ者
4. ラヴ・ソング
5. 花とりどり
6. ママのピアノ
7. Have A Goodnight Sleep...

## 演奏
歌詞カードのクレジットより記載
- 渡和久
  - Vocal, Acoustic Piano
  - Chorus (#1.3)
  - Clavinet (#3)
  - Pianica (#5)
- 中富雄也
  - Drums (#1.3-7)
  - Chorus (#1.3.5.6.7)
- 鳥口マサヤ
  - Electric Bass (#1.3-7)
  - Chorus (#1.3.5.7)
  - Tambourine (#1.6)
- 田村誠
  - Loop (#2)
  - Drums Loop (#3)